# فاليري داي
فاليري داي (بالإنجليزية: Valerie Day)‏ هي فنانة إيقاعية ومغنية أمريكية، ولدت في 20 نوفمبر 1959 في بورتلاند في الولايات المتحدة.

## وصلات خارجية
- فاليري داي على موقع ميوزك برينز (الإنجليزية)
- فاليري داي على موقع أول ميوزيك (الإنجليزية)
- فاليري داي على موقع ديسكوغز (الإنجليزية)